# Edoardo Picco
Edoardo Picco, né le 28 mars 1994 à Savillan en Italie, est un joueur italien de volley-ball. Il mesure 2,06 m et joue central.

## Clubs
| Club            | De        | À   |
| --------------- | --------- | --- |
| Piemonte Volley | 2013-2014 | ... |

## Palmarès
Néant.